# Павленко Григорій Григорович
Григорій Григорович Павленко (18 листопада 1912, село Самгородок Київської губернії, тепер Черкаської області — 14 квітня 1995, місто Київ) — український радянський економіст. Керуючий Української республіканської контори Держбанку СРСР з 1968 року по 1975 рік.

## Життєпис
Член ВКП(б) з 1939 року.
Освіта вища.
Працював на відповідальній роботі в системі Держбанку СРСР: заступник уповноваженого Держбанку СРСР по Українській РСР.

Могила Григорія Павленка, Байкове кладовище

З вересня 1954 по жовтень 1957 року — начальник Київського міського управління Київської обласної контори Державного банку СРСР,.
З жовтня 1957 по вересень 1968 року — керуючий Київської обласної контори Державного банку СРСР. Обирався депутатом Київської обласної та міської рад депутатів трудящих,,.
З 5 вересня 1968 по серпень 1975 року[джерело не вказане 1332 дні] — керуючий Української республіканської контори Держбанку СРСР.
Потім — на пенсії. Помер на 83-му році життя 14 квітня 1995 року. Похований разом з родиною на Байковому кладовищі (ділянка № 49а, 50°25′1.15″ пн. ш. 30°30′5.2″ сх. д. / 50.4169861° пн. ш. 30.501444° сх. д.).
Співавтор книги «Держбанк і розвиток народного господарства України» (Київ, 1974).

## Почесні звання та урядові нагороди
- Два ордени Трудового Червоного Прапора (31.12.1966,)[8].
- Орден «Знак Пошани» (27.02.1959)[9].
- Почесна грамота Президії Верховної Ради УРСР[джерело не вказане 1332 дні]
- Заслужений економіст УРСР (1972)[1].
- Старший радник фінансової служби І рангу[джерело не вказане 1332 дні].

## Галерея

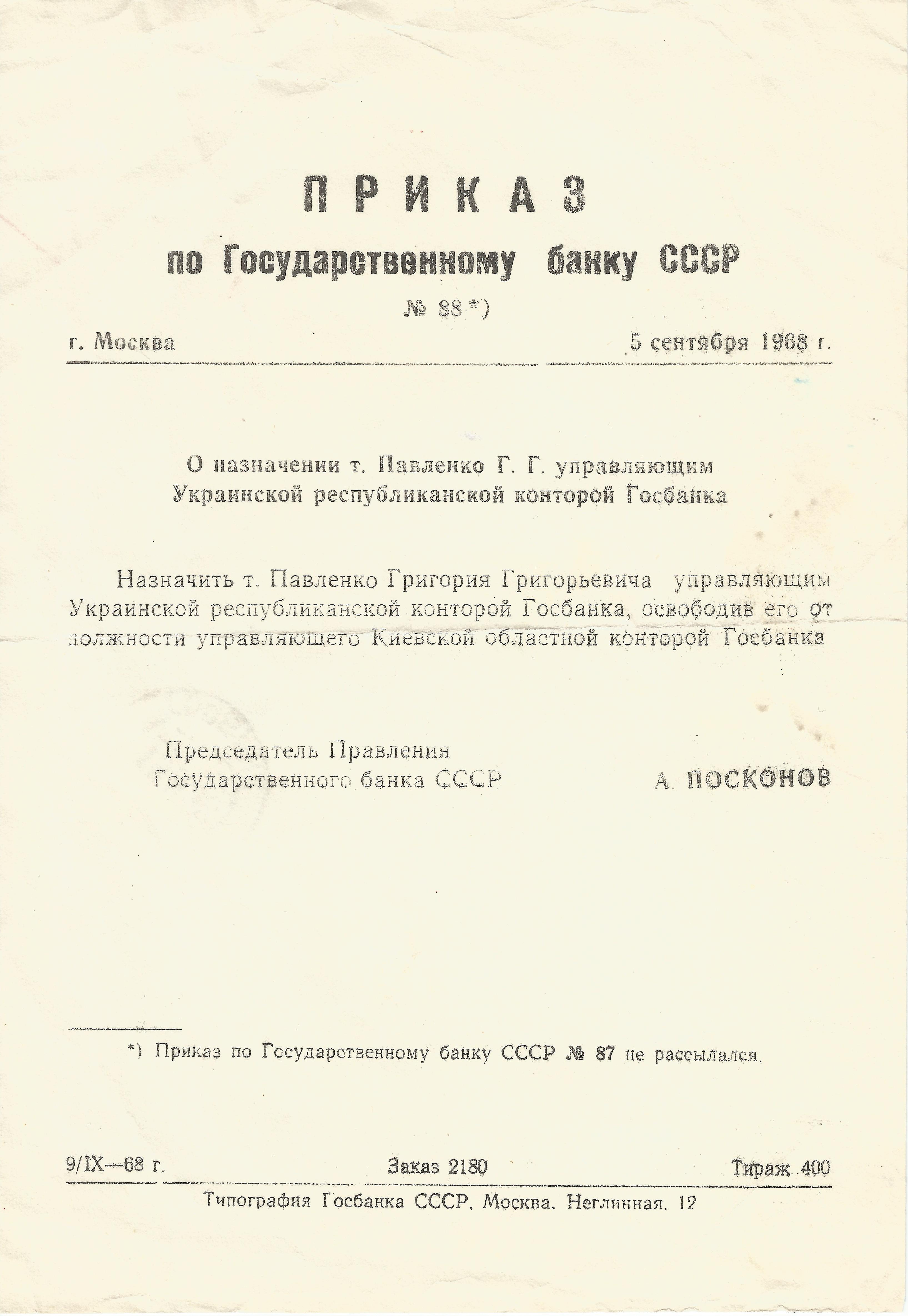
Наказ щодо призначення Павленка Г.Г.